# Lycodes nakamurae
Lycodes nakamurae es una especie de pez de la familia de los Zoarcidae en el orden de los perciformes.

## Morfología
Los machos pueden llegar a alcanzar los 27 cm de longitud total.

## Hábitat
Es un pez de mar y de Clima templado y demersal que vive entre 140-765 m de profundidad.

## Distribución geográfica
Se encuentra en los mares del Japón y de Ojotsk.

## Observaciones
Es inofensivo para los humanos. 